# Packard Cavalier

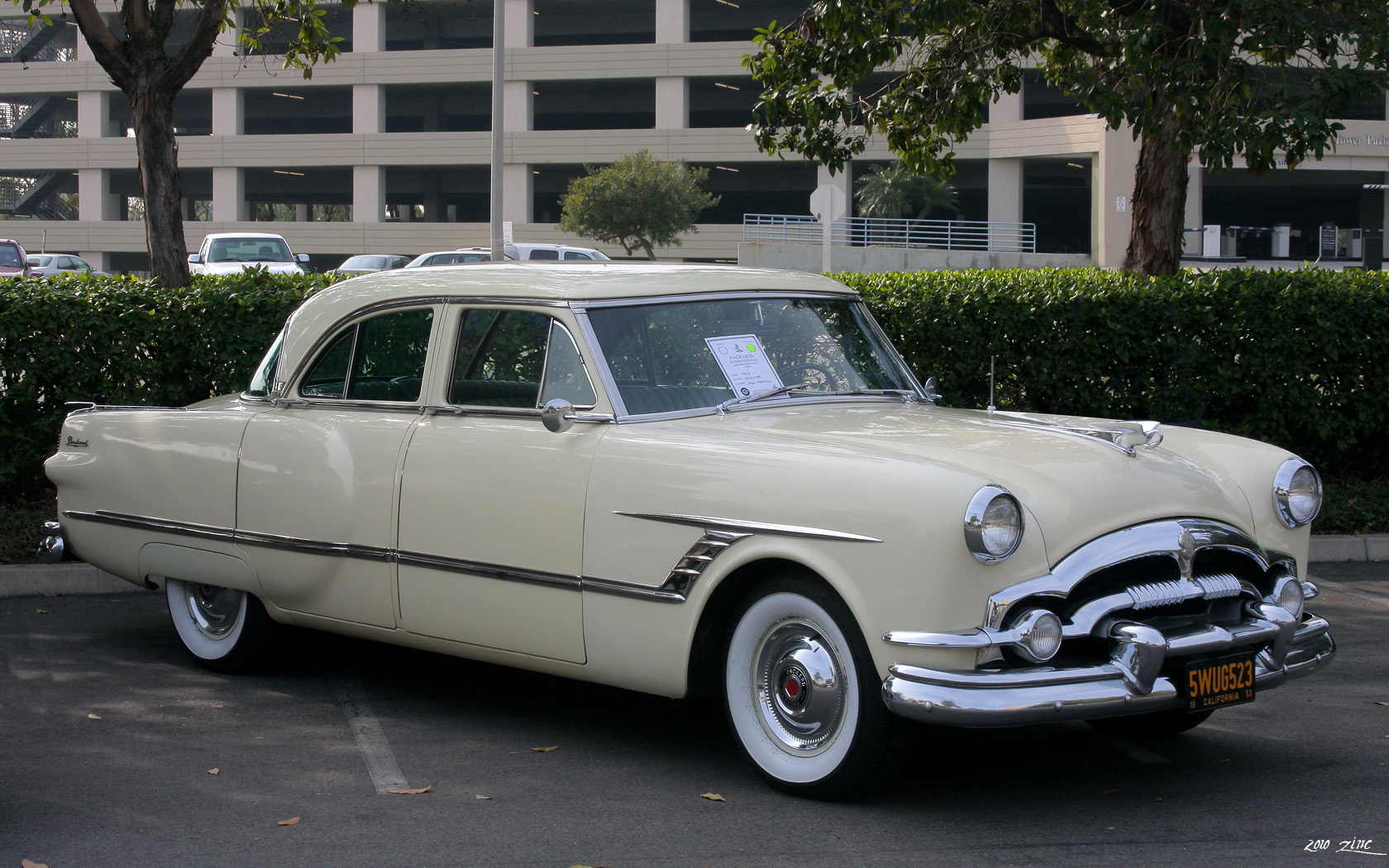
Packard Cavalier de 1953

El Packard Cavalier es un automóvil producido por Packard Motor Car Company de Detroit durante 1953 y 1954. Fabricado solo como un sedán de cuatro puertas, el Cavalier sustituyó al modelo Packard 300 que se había comercializado en 1951 y 1952 como vehículo de precio medio de Packard.

## 1953

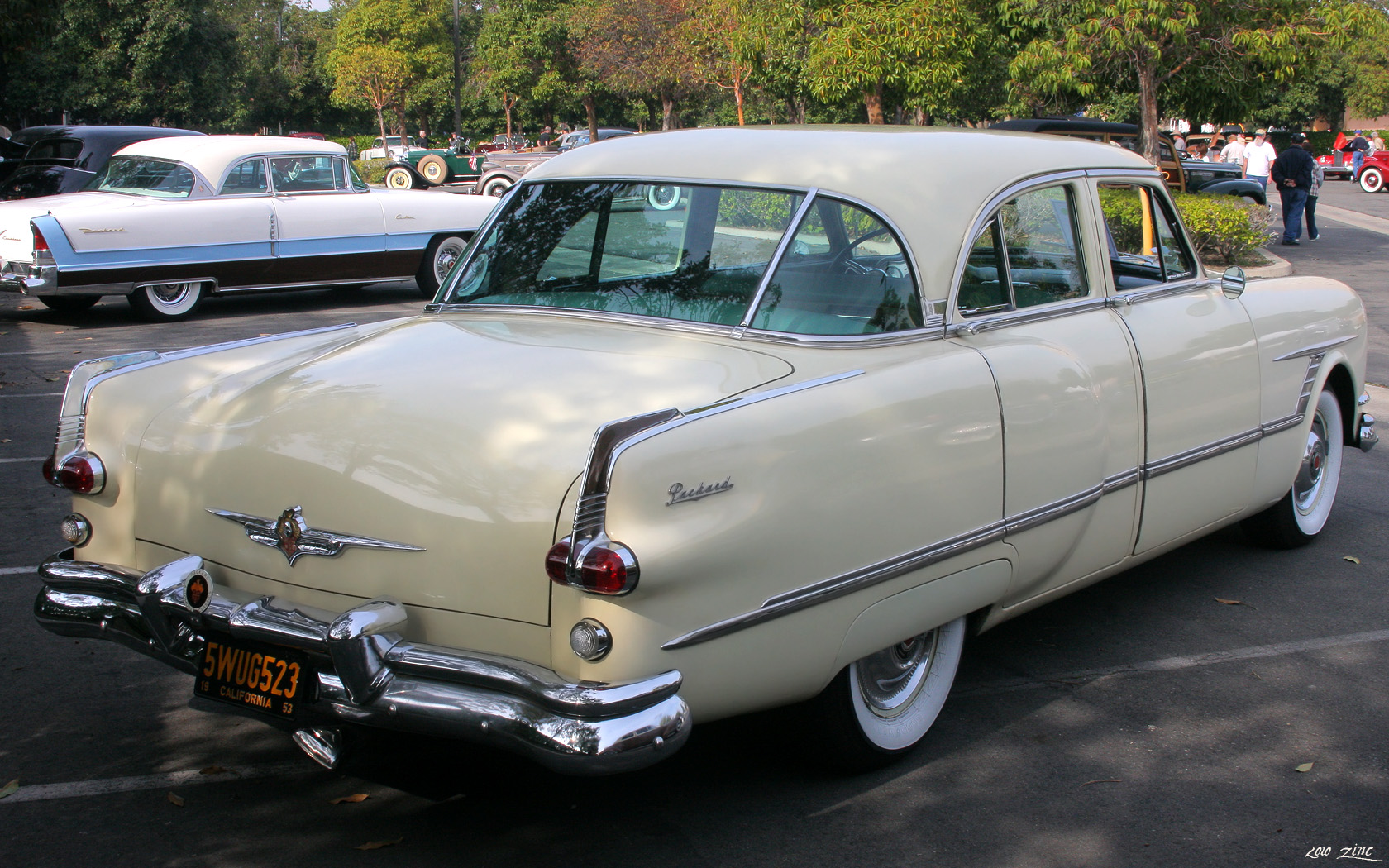
Packard Cavalier de 1953. Vista trasera

El Cavalier de 1953 se identifica fácilmente entre otros Packard por su exclusiva cinta lateral cromada, rematada con una particular forma de lanza.
Packard también creó una subserie Cavalier bajo la que se agruparon otros tres modelos de Packard, comercializados con varios nombres:
- Packard Caribbean descapotable de 2 puertas basado en el coche de exhibición Packard Pan-American con carrocería de Mitchell-Bentley de Utica (Míchigan)
- Packard Mayfair, que se basó en el Clipper Deluxe de dos puertas, pero con un interior de mayor lujo a través de telas y molduras cromadas.

Se ofreció un modelo convertible, con acabado Cavalier, durante el año modelo 1953 y tenía un precio más bajo que el del Caribbean.

## 1954

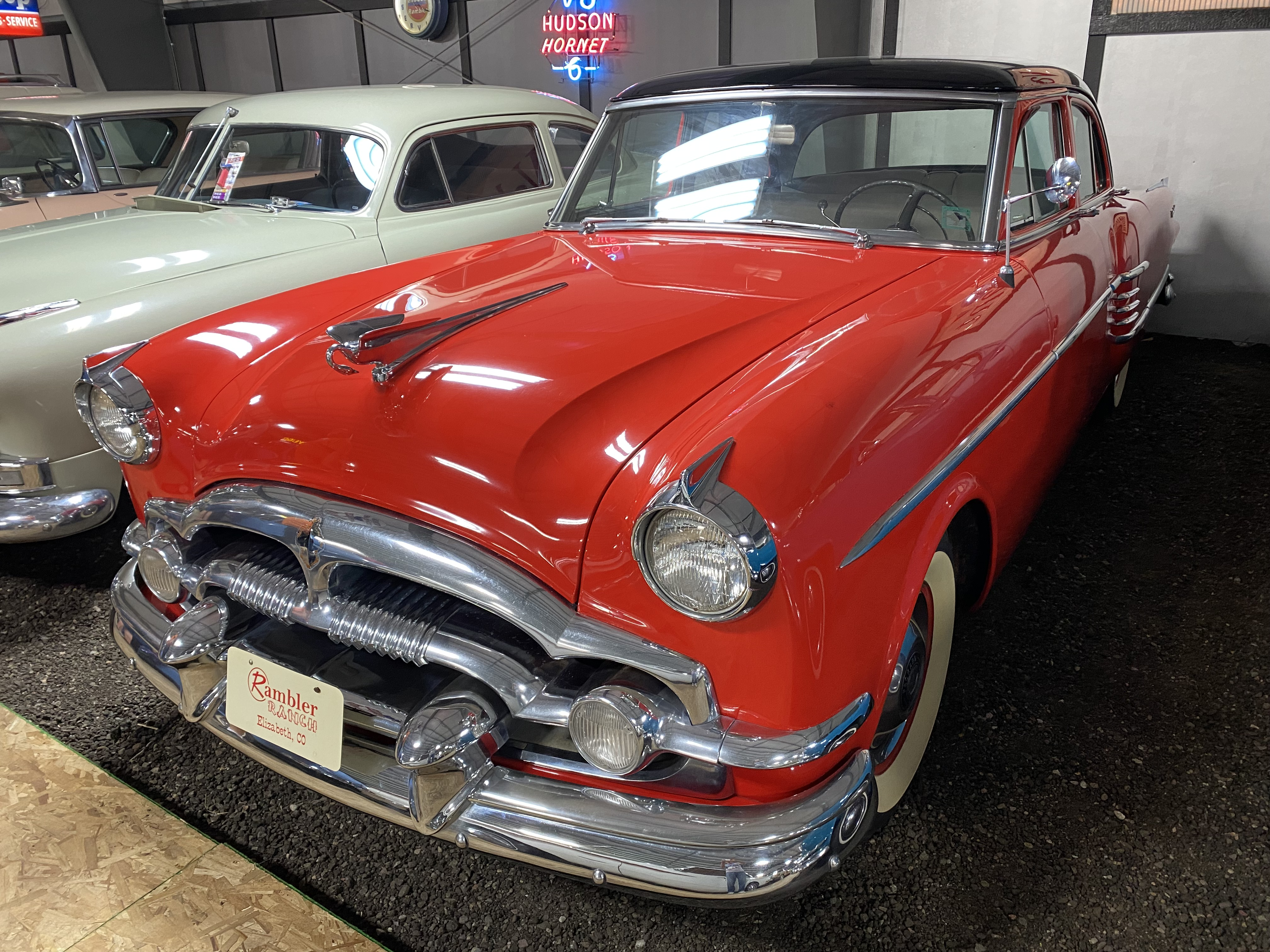
Packard Cavalier de 1954

Para 1954, el Cavalier se ofreció nuevamente solo como un sedán de cuatro puertas, pero la gama también perdió su subserie, y el Caribbean se trasladó a la línea principal de Packard, donde permaneció hasta que la empresa transfirió la fabricación a South Bend en 1956. El Cavalier de 1954 presentaba molduras con "barras" en las puertas traseras. Usaba la misma distancia entre ejes de 127 plg (3226 mm) que la serie Patrician de nivel prémium, pero con el motor de ocho cilindros en línea como en el Clipper. Este motor I8 de 327 plg³ (5,4 L) con un carburador Carter de cuatro cuerpos rendía 185 HP (138 kW; 188 CV).
Para el año modelo de 1955, se retiró el nombre Cavalier y la línea se absorbió en la serie Packard Clipper Custom.